# USS LST-823
O USS LST-823 foi um navio de guerra norte-americano da classe LST que operou durante a Segunda Guerra Mundial.